# أسطورة إسكندر بك

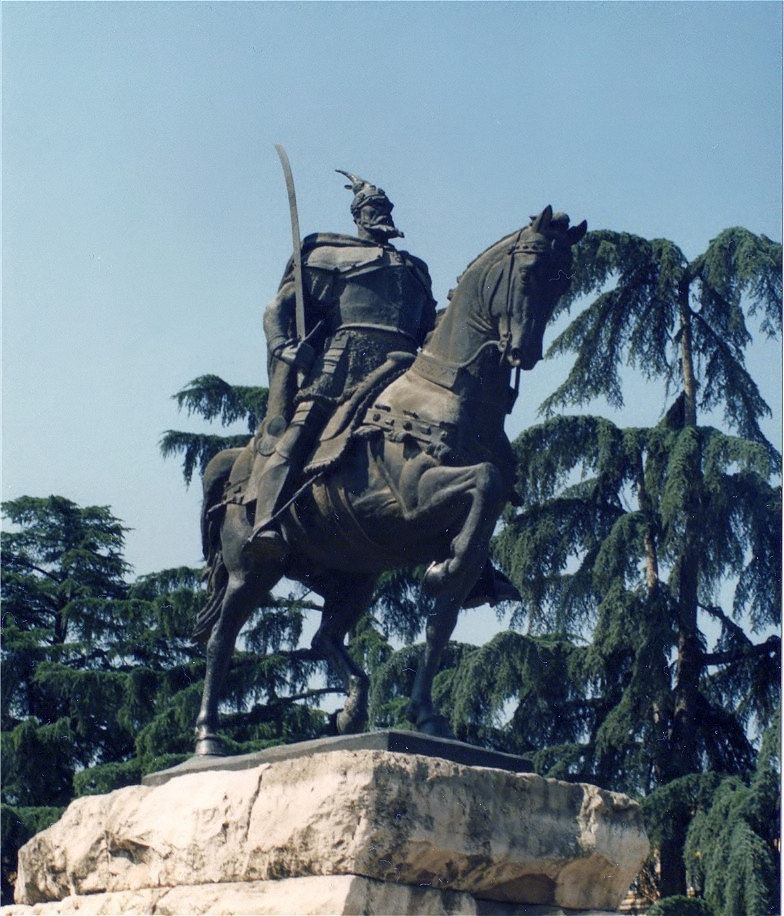

أسطورة إسكندر بك واحدة من الأساطير التأسيسية الرئيسية للقومية الألبانية. في أواخر القرن التاسع عشر وأثناء الصراع الألباني والصحوة الوطنية الألبانية، أصبح إسكندر بك رمزًا للشعب الألباني وحوِّل إلى أسطورة وبطل قومي ألباني.
بعد وفاة إسكندر بك، هاجرت أقلية الأربيريشي (إيطالي-ألباني) من البلقان إلى جنوب إيطاليا حيث بقي ذكره ومآثره وحُوفظ عليها بتمثيلها في مسرحياتهم الموسيقية. منذ القرن السادس عشر وحتى أواخر القرن التاسع عشر، بقي ذكر إسكندر بك حيًا في أوروبا المسيحية فقط، وكان يعتمد على التصور السائد بأن إسكندر بك انضم إلى دول حصن المسيحية في مواجهة الغزاة العثمانيين الأتراك. خبا بريق شهرته بشكل كبير في تلك الفترة في ألبانيا الإسلامية، على الرغم من أن ذكراه ما يزال حيًا في التقليد الشفوي، وأُعيد اكتشافه في نهاية القرن التاسع عشر عندما نقل الأربيريشيون تقاليدهم التي تتناول إسكندر بك إلى أعيان الألبانيين الموجودين خارج إيطاليا، وبهذه الطريقة ارتقت شخصية إسكندر بك ليصبح بطلًا قوميًا. حوّل الكُتَّاب الألبانيون الوطنيون تاريخ إسكندر بك إلى أسطورة، وبالتالي أصبحت شخصيته وأعماله مزيجًا من الحقائق التاريخية، والحقائق، وأنصاف الحقائق، والاستنباطات، والفلكلور. أسطورة إسكندر بك هي الأسطورة القومية الألبانية الوحيدة القائمة على قصة شخصية معينة، إذ تعتمد الأساطير الأخرى على أفكار، ومفاهيم مجردة وجماعية. على عكس أصل أسطورة سكان اليونان الأقدمين، لم تختلق أسطورة إسكندر بك المثقفون الألبانيون، بل كانت جزءًا من الفلكلور الأربيريشي والذاكرة الجماعية. وفقًا للكاتب أوليفر شميت، «يوجد شخصيتان مختلفتان لإسكندر بك اليوم: إسكندر بك التاريخي، وبطل وطني أسطوري يُحكى عنه في المدارس الألبانية ومن قبل المثقفين الألبانيين في مدينتي تيرانا وبريشتينا».

## التاريخ

### حصن المسيحية
تُعتبر أسطورة إسكندر بك جزءًا من أسطورة الحصن التي تصور اتحاد الشعب الألباني تحت راية إسكندر بك لحماية الأمة والعالم المسيحي في مواجهة «الغزاة الأتراك». في القرن السادس عشر، أصبح «الدفاع ضد الأتراك» موضوعًا أساسيًا في أوروبا المركزية الشرقية وجنوب شرق أوروبا. أصبح موضع تطبيق ولعب دور أداة بروباغندا محاولًا تجييش المشاعر الدينية للشعب. أُطلق على المشاركين في الحملات ضد الإمبراطورية العثمانية اسم «حصن المسيحية» (الحصن الحامي للمسيحية). منح البابا كاليستوس الثالث إسكندر بك لقب بطل المسيح. بالإضافة إلى ذلك، وفقًا للويز مارشال، أثناء القرن الثامن عشر، صيغت أسطورة إسكندر بك وبُدلت لتلائم ذوق القراء البريطانيين ومخاوفهم.
تحت تأثير أسطورتي الحصن وإسكندر بك، بدا أن رجال الكهنوت الكاثوليكيين الألبانيين يعتبرون شخصية الأم تيريزا الوريث الإيديولوجي لإسكندر بك التي تكمل مهامه في حراسة حدود الكنيسة الكاثوليكية وألبانيا، وتقدم عهدًا جديدًا بعد نهاية الفترة الجليلة التي بلغت أوجها مع إسكندر بك. على العكس من أساطير إسكندر بك حول المسيحيين الألبانيين، كان لأسطورة إسكندر بك حول المجتمع الإسلامي الألباني نتائج إيجابية لأن مجد الحقبة الإيليرية لم ينتهِ بوفاة إسكندر بك، بل استمر وصولًا إلى الحقبة العثمانية.

### إسكندر بك وسياسة التوسع الإقليمي في صربيا والجبل الأسود
بينما نفدت المصادر الإغريقية التي تتناول إسكندر بك، استخدم المؤرخون الصربيون، بشكل متناقض غالبًا، إسكندر بك كرمز للتقدم الصربي الألباني المشترك (1866). من جانب آخر، بعد أربعين عامًا، وفي بيئة سياسية مختلفة، استُخدم تلاشي ذكرى إسكندر بك لدى نسبة كبيرة من الشعب الألباني كدليل على عدم وجود هوية عرقية وحتى شخصية صربية لبطل العصور الوسطى. ادعى سبيريدون غوبشيفيك، أحد مناصري التوسع الصربي في مناطق البلقان العثمانية، أن نسب الألبانيين الشرقيين يعود إلى أصل صربي وأن دافع إسكندر بك الرئيسي هو شعوره بالظلم القومي الصربي.
في الجبل الأسود، وهو بلد احتوى على بنى قبلية وعقليات مشابهة لتلك الموجودة في شمال ألبانيا، احتُفي بإسكندر بك بصفته بطلًا سلافيًا، وهو مفهوم مشمول ضمن الحركة لتبرير توسع الجبل الأسود ضمن أراضي شمال ألبانيا. بحلول نهاية القرن التاسع عشر، كان بالإمكان ملاحظة انتشار واسع لكتيِّبات تظهر إسكندر بك بصورة بطل سلافي على طول الحدود الفاصلة بين ألبانيا والجبل الأسود. تنتشر الأسطورة على نطاق واسع في قبيلة كوشي حيث تدعي أخوية ديركالوفيك (بالإنجليزية: Derkalovic)، ويُطلق عليها اسم كوشي الجديدة أيضًا، أنها تنحدر منه.
يدعم تأريخ صربيا النظرية التي تنص على أن برانيلو، جد اسكندر بك، كان أحد نبلاء زيتا، وحصل على ملكية قلعة كانين بعد المشاركة في غزوات الإمبراطور ستيفان دوشان. أُعيد نشر هذه النسخة من القصة مجددًا في ثمانينيات القرن العشرين، قبل أزمة كوسوفو، حيث احتفى المؤرخون الصربيون مجددًا بإسكندر بك بصفته «ابن إيفان، دورد كاستريوكي، الفارس الصربي في ألبانيا». في القرن الواحد والعشرين، أصبح أصل إسكندر بك موضع أحاديث غرف المحادثة على شبكة الإنترنت، وأُدرجت شخصيته بشكل متزايد في الروايات الوطنية الصربية.

### إسكندر بك أثناء الصحوة الألبانية القومية
أدت الحروب بين العثمانيين وإسكندر بك ومن ثم وفاته إلى هجرة الألبانيين إلى جنوب إيطاليا وتشكيل المجتمع الأربيريشي (الإيطالي-الألباني). بقيت ذكرى إسكندر بك ومآثره موجودة في الأغاني الأربيريشية، على شكل سلسلة لأحداث حياة إسكندر بك. بقي ذكر إسكندر بك موجودًا في أوروبا المسيحية لقرون، بينما تلاشى بشكل كبير في ألبانيا الإسلامية، على الرغم من بقاء ذكره حيًا في التقاليد الشفوية. أُعيد اكتشاف إسكندر بك في فترة الصحوة الوطنية الألبانية في القرن التاسع عشر، وارتقى ذكره ليصبح أسطورة وطنية يعرفها جميع الألبانيين. في أواخر القرن التاسع عشر، تزايدت رمزية إسكندر بك في فترة من الصراعات الألبانية القومية التي حولت الشخصية القروسطية إلى بطل قومي ألباني. نقل الأربيريشيون تقاليدهم المتعلقة بإسكندر بك إلى أعيان الألبانيين خارج إيطاليا. بالتالي، لم يختلق المثقفون الألبانيون أسطورة إسكندر بك مثلما حدث في أسطورة سكان اليونان الأقدمين، كانت أسطورة إسكندر بك جزءًا من الفلكلور الأربيريشي والذاكرة الجمعية. على الرغم من أن أسطورة إسكندر بك استُخدمت في صياغة القانون الألباني الوطني، خصوصًا في المجتمعات الأربيريشية، لم تتخذ شخصيته بعدًا جديدًا حتى السنوات الأخيرة من القرن التاسع عشر تزامنًا مع نشر كتاب «قصة إسكندر بك» لنعيم فراشيري عام 1898. كان نعيم فراشيري مصدر الإلهام والمرشد الأول لمعظم الشعراء والمفكرين الألبانيين.
احتاج الوطنيون الألبانيون إلى واقعة من تاريخ العصور الوسطى لمركز الأساطير القومية الألبانية واختاروا إسكندر بك في ظل غياب المملكة أو الإمبراطورية القروسطية. خضعت شخصية إسكندر بك إلى التطبيع الألباني واعُتبر بطلًا قوميًا. استمرت كتب ودوريات لاحقة في تناول هذا الموضوع، وحوّل كُتَّاب وطنيون التاريخ إلى أسطورة. قلل الوطنيون الألبانيون من شأن الجانب الديني لنضال إسكندر بك ضد المسلمين لأنه من الممكن أن يسبب ذلك الجانب انقسامًا في صفوف الألبانيين، وتقويضًا في وحدتهم لأن ألبانيا تحتوي على مسلمين ومسيحين في الوقت نفسه. في نهاية فترة الحكم العثماني، ادعى مفكرون ألبانيون أن إسكندر بك تغلب على اهتماماته الشخصية وولائه الديني أثناء خدمته وفاءً للأمة الألبانية. بذل التأريخ الألباني جهدًا مهمًا لتبني الحقائق الخاصة بإسكندر بك لتناسب متطلبات الإيديولوجية المعاصرة. على الرغم من أن أسطورة إسكندر بك لم تكن واقعية بشكل كبير، لكنها ضُمنت في أعمال تتناول تاريخ ألبانيا.